# اومبرتو مدینا
اومبرتو مدینا (انگلیسی: Humberto Medina; ۵ سپتامبر ۱۹۴۲ – ۲۴ نوامبر ۲۰۱۱) بازیکن فوتبال اهل مکزیک بود.
از باشگاه‌هایی که در آن بازی کرده‌است می‌توان به باشگاه فوتبال اطلس اشاره کرد.
وی در مسابقات کشوری و بین‌المللی در مجموع برندهٔ ۱ مدال طلا شده‌است.